# سومین جشنواره بین‌المللی فیلم برلین
سومین  دوره جشنواره بین‌المللی فیلم برلین در ۱۸ ژوئن ۱۹۵۳ آغاز شد و تا ۲۸ ژوئن ادامه پیدا کرد. در این دوره آنری-ژرژ کلوزو فرانسوی با فیلم مزد ترس برنده خرس طلایی شد.

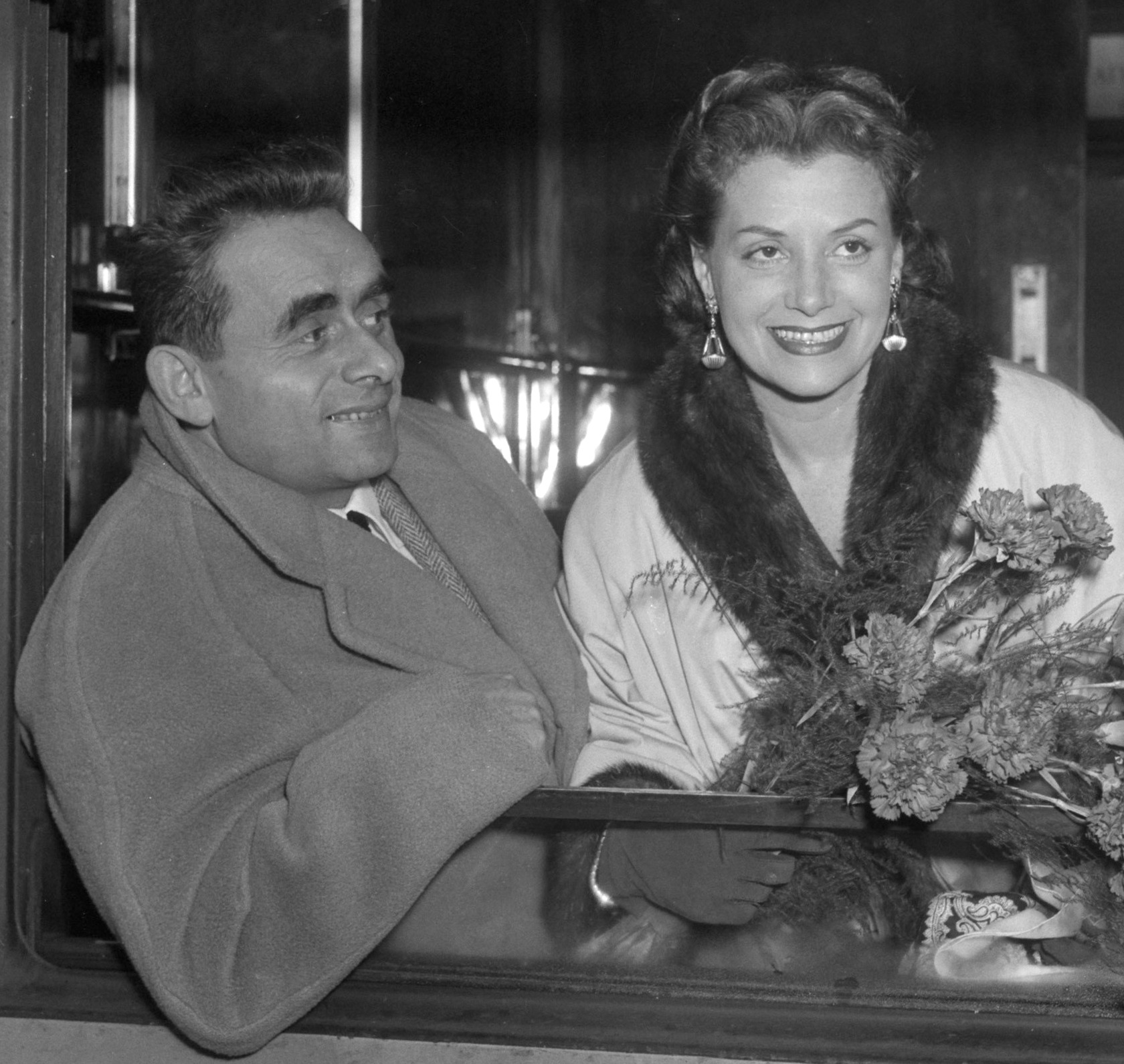
آنری-ژرژ کلوزو، برنده بهترین فیلم برای مزد ترس

## بخش رقابتی
| عنوان انگلیسی    | عنوان اصلی               | کارگردان(ها)            | کشور تولید کننده               |
| ---------------- | ------------------------ | ----------------------- | ------------------------------ |
| روستا            | Sie fanden eine Heimat   | لئوپولد لینتبرگ         | سوئیس / پادشاهی متحده بریتانیا |
|                  | Entotsu no mieru basho   | هیونوسوکه گوشو          | ژاپن                           |
| مزد ترس          | Le Salaire de la peur    | آنری-ژرژ کلوزو          | فرانسه / ایتالیا               |
| سبز سحر و جادو   | Magia verde              | جیان گاسپاره ناپولیتانو | ایتالیا                        |
| مردی روی بند     |                          | الیا کازان              | آمریکا                         |
| شهر غرفه دادگاه  | Processo alla città      | لوئیجی زامپا            | ایتالیا                        |
|                  | Ein Herz spielt falsch   | Rudolf Jugert           | آلمان                          |
| مبارزه سوم       | Der Kampf der Tertia     | اریک نوای               | آلمان                          |
| تعطیلات قای هولت | Monsieur Hulot's Holiday | ژاک تاتی                | فرانسه                         |

## برندگان
| جایزه     | به خاطر فیلم   | برنده   |
| --------- | -------------- | ------- |
| خرس طلایی | آنری-ژرژ کلوزو | مزد ترس |